# Monika Johne
Monika Johne z domu Lampkowska (ur. 31 października 1981 w Warszawie) – polska szpadzistka, doktor nauk o kulturze fizycznej, trener szermierki.                 

## Życiorys
Od 1991 zawodniczka sekcji szermierczej RKS Marymont. W latach 2003–2007 zawodniczka klubu sportowego IKS AWF Warszawa. Od 2008 roku zawodniczka Polskiego Klubu Szermierczego w Warszawie. W latach 2004–2016 trener szermierki w Polskim Klubie Szermierczym, a od 2016 roku w Klubie Szermierzy Warszawianka.
W 2006 roku ukończyła studia w Akademii Wychowania Fizycznego w Warszawie. Na tej samej uczelni w 2012 roku na podstawie rozprawy pt. Symetria i asymetria szpadzistek posiadających różne klasy sportowe otrzymała stopień naukowy doktora nauk o kulturze fizycznej specjalność: fizjologia. Pracuje w macierzystej uczelni w Katedrze Nauk Biomedycznych

## Odznaczenia i wyróżnienia
W 2022 roku odznaczona Srebrną Odznaką „Za Zasługi dla Sportu”
W 2022 roku odznaczona Srebrną Odznaką "Za Zasługi dla Polskiej Szermierki"